# 푸츠크군

포모제주 지도에 표시된 푸츠크군의 위치

푸츠크군(폴란드어: powiat pucki)은 폴란드 포모제주에 위치한 군으로 군청 소재지는 푸츠크이며 면적은 577.85km2, 인구는 85,211명(2019년 기준), 인구 밀도는 150명/km2이다.
남서쪽으로는 베이헤로보군, 남쪽으로는 그디니아시, 동쪽과 북쪽으로는 발트해와 접한다. 7개 지방 자치체(3개 도시, 1개 도시형 농촌, 3개 농촌)를 관할한다.

군기
군 문장